# عائلة آدامز (مسلسل تلفزيوني 1973)
عائلة آدامز (بالإنجليزية: The Addams Family) هي سلسلة رسوم متحركة أمريكية كوميدية تلفزيونية. وهي من أعمال الرسام الكاريكاتيري تشارلز أدامز، ومن إنتاج شركة هانا-باربيرا للإنتاج الفني أنتجتها في عام 1973. تحكي السلسلة عن حياة عائلة آدامز وهي في رحلة استكشافية عبر الولايات المتحدة.

## روابط خارجية
- عائلة آدامز (مسلسل تلفزيوني 1973) على موقع IMDb (الإنجليزية)
- عائلة آدامز (مسلسل تلفزيوني 1973) على موقع أول موفي (الإنجليزية)
- عائلة آدامز (مسلسل تلفزيوني 1973) على موقع فيلمافينيتي (الإسبانية)
- عائلة آدامز (مسلسل تلفزيوني 1973) على موقع كينوبويسك (الروسية)
- عائلة آدامز (مسلسل تلفزيوني 1973) على موقع ألو سيني (الفرنسية)
- عائلة آدامز (مسلسل تلفزيوني 1973) على موقع قاعدة بيانات الفيلم (الإنجليزية)
- The Addams Family (1973)at Don Markstein's Toonopedia. نسخة محفوظة 25 مايو 2024 at Archive.is from the original on March 13, 2012.